# Fideus rossejats
Els fideus rossejats, rossejat de fideus o simplement rossejat és un plat típic de pescadors, molt popular a la costa catalana, sobretot a les terres de Tarragona, i que a vegades es confon amb la fideuada.
La característica principal d'aquest plat és el fet de fregir els fideus en una paella amb oli d'oliva. D'aquí prové el seu nom de rossejar o enrossir els fideus abans de coure'ls amb aigua o brou. El plat s'elabora amb un tipus de fideu molt fi, anomenat cabell d'àngel, a diferència de la fideuà que es fa amb un fideu gruixut amb foradet al mig anoment fideu perla. En el seu sofregit hi ha sípia i calamar, tot i que, també es poden trobar gambes, musclos i cloïsses. És costum de servir-lo acompanyat d'all-i-oli.

## Festivitats
A l'Ametlla de Mar, comarca del Baix Ebre se celebra anualment la "diada dels fideus rossejats", on es realitzen concursos d'elaboració i degustació de fideus.
A la Costa Brava, Calonge i Palamós, es fa el menú de la gamba on se serveixen entre altres productes típics de la zona els fideus rossejats amb all-i-oli.